# Halowe Mistrzostwa Europy w Lekkoatletyce 1976 – bieg na 1500 m mężczyzn
Bieg na 1500 metrów mężczyzn – jedna z konkurencji biegowych rozgrywanych podczas halowych lekkoatletycznych mistrzostw Europy w  Olympiahalle w Monachium. Eliminacje zostały rozegrane 21 lutego, a bieg finałowy 22 lutego 1976. Zwyciężył reprezentant Republiki Federalnej Niemiec Paul-Heinz Wellmann. Tytułu zdobytego na poprzednich mistrzostwach nie obronił Thomas Wessinghage z RFN, który tym razem zdobył srebrny medal.

## Rezultaty

### Eliminacje
Rozegrano 2 biegi eliminacyjne, do których przystąpiło 12 biegaczy. Awans do finału dawało zajęcie jednego z pierwszych czterech miejsc w swoim biegu (Q).
Opracowano na podstawie materiału źródłowego.
Bieg 1
| Miejsce | Zawodnik             | Czas   | Uwagi |
| ------- | -------------------- | ------ | ----- |
| 1       | Thomas Wessinghage   | 3:44,9 | Q     |
| 2       | Gheorghe Ghipu       | 3:45,1 | Q     |
| 3       | Anatolij Mamontow    | 3:45,7 | Q     |
| 4       | Herman Mignon        | 3:45,8 | Q     |
| 5       | Władimir Kynew       | 3:46,1 |       |
| 6       | Eugeniusz Frąckowiak | 3:46,3 |       |

Bieg 2
| Miejsce | Zawodnik            | Czas   | Uwagi |
| ------- | ------------------- | ------ | ----- |
| 1       | Paul-Heinz Wellmann | 3:48,3 | Q     |
| 2       | Eberhard Helm       | 3:48,7 | Q     |
| 3       | Glen Grant          | 3:48,9 | Q     |
| 4       | Daniel Jańczuk      | 3:49,1 | Q     |
| 5       | Åke Svenson         | 3:49,8 |       |
| 6       | Fotios Kourtis      | 3:49,9 |       |

### Finał
Opracowano na podstawie materiału źródłowego.
| Miejsce | Zawodnik            | Czas   |
| ------- | ------------------- | ------ |
| 1       | Paul-Heinz Wellmann | 3:45,1 |
| 2       | Thomas Wessinghage  | 3:45,3 |
| 3       | Gheorghe Ghipu      | 3:46,1 |
| 4       | Herman Mignon       | 3:47,1 |
| 5       | Eberhard Helm       | 3:47,3 |
| 6       | Daniel Jańczuk      | 3:47,7 |
| 7       | Anatolij Mamontow   | 3:47,7 |
| 8       | Glen Grant          | 3:48,4 |